# Pas d'amour sans amour
Pour plus de détails, voir Fiche technique et Distribution.
Pas d'amour sans amour est un film français réalisé par Évelyne Dress sorti en 1993.

## Synopsis
Une comédie de mœurs sur une génération qui a lutté pour son indépendance sexuelle, sociale, intellectuelle et se retrouve à l'orée de l'An 2000 avec le goût amer de la solitude. La belle Éva, célibataire de 40 ans, sort d'un échec amoureux avec Bruno qui l'a quittée car elle voulait un enfant mais lui non. Mais pour la jeune femme, pas d'amour sans amour. Aidée de sa mère et de quelques amies, la voici en quête de l'âme sœur. La plupart des hommes rencontrés s'avèrent décevants, et elle n'est pas au bout de ses surprises.

## Fiche technique
- Titre : Pas d'amour sans amour
- Réalisation : Évelyne Dress
- Scénario : Évelyne Dress
- Photographie : Bertrand Chatry
- Montage : Jacques Gaillard
- Musique originale : Jean-Pierre Bucolo et Georges Augier
- Production : 
  - Production déléguée : S.E.D Gérante Évelyne Dress
  - Production exécutive : Louis Duchesne
- Distribution : Artédis
- Pays :  France
- Genre : comédie
- Durée : 90 minutes
- Date de sortie : 
  - France - 10 novembre 1993

## Distribution
- Évelyne Dress : Éva
- Patrick Chesnais : Michel
- Jean-Luc Bideau : François
- Gérard Darmon : Bruno
- Dora Doll : Rose, la mère d'Éva
- Valérie Steffen : Nath', la sœur d'Éva
- Jacques Penot : Claude, le beau-frère d'Éva
- Cécile Pallas : Julie, la secrétaire d'Éva et Michel
- Aurore Clément : Ariane, une amie d'Éva
- Tanya Lopert : Fred, une amie d'Éva
- Pascale Rocard : Béa, une amie d'Éva
- Michel Duchaussoy : Pierre de Roscoff
- Martin Lamotte : monsieur Roland
- Coralie Seyrig : la compagne de Michel
- Henri Gruvman : le frère d'Éva
- Carole Brenner : la belle-sœur d'Éva
- Thierry Rey : Jean-Luc, le moniteur de sport
- Marc de Jonge : le gynécologue
- Serge Martina : le médecin urgentiste
- Claude Confortès :  l'homme au cocktail qui invite Éva à prendre un verre
- Gérard Coeurdevey : l'homme au cocktail dont Éva tâte le biceps
- Jean-Claude Bouillon : l'homme au cocktail qui échange sa carte de visite avec François
- Rosine Cadoret : la femme au hammam avec le vêtement bleu
- Cerise[1] : la femme au hammam avec le bandeau vert dans les cheveux
- Virginie Darmon : la jeune femme enceinte
- Émilie Chesnais : la petite fille au vélo

## Distinctions
- Grand prix du Festival du Film au Féminin de Marseille
- Grand prix du jury au Festival international de Prague
- Sélectionné pour les Golden Globes en 1994